# Pilar Sordo
María del Pilar Sordo Martínez (Temuco, 22 de octubre de 1965) es una psicóloga, columnista, conferencista y escritora chilena.

## Biografía
Vivió en la ciudad de Temuco, Región de La Araucanía hasta los 15 años, edad en que su familia se mudó a la Región de Valparaíso, en donde su padre ocupó el puesto de gerente en una sucursal del supermercado Las Brisas. Tres años más tarde, se fue a Santiago, donde se instaló en una pensión y comenzó a estudiar Psicología en la Universidad Diego Portales. Se casó con un viñamarino, volvió a esa ciudad y tuvo dos hijos, Cristián y Nicole; se separó al poco tiempo y se dedicó a atender su consulta profesional y a profundizar sus investigaciones en talleres en colegios y hospitales. 
De esa experiencia saldría el material de los libros y las charlas que la harían famosa. Dirige la Fundación CáncerVida, para pacientes con cáncer al pulmón y páncreas en memoria de Óscar Letelier González. Es divorciada, y viuda; casada nuevamente en 2015.
Comentarista del comportamiento típico en distintos países de Latinoamérica. Sus obras están expresadas en un lenguaje sencillo, utilizando sus propias experiencias para conducir investigaciones, analizarlas y construir conclusiones. 
Sus escritos abarcan temas como el sexo, la familia y las relaciones interpersonales, con un estilo que ha sido catalogado como autoayuda.

## Libros
- 2005, ¡Viva la diferencia!, Editorial Planeta, (ISBN 978-956-247-597-6)
- 2007, Con el Coco en el diván (con Coco Legrand), (ISBN 978-956-860-107-2)
- 2009, No quiero crecer, Editorial Planeta, (ISBN 978-956-247-599-0)
- 2010, Lecciones de seducción, Editorial Planeta, (ISBN 978-956-247-598-3)
- 2012,  Bienvenido dolor, Editorial Planeta, (ISBN 978-956-247-601-0)
- 2014, No quiero envejecer, Editorial Planeta,  (ISBN 978-956-247-798-7)
- 2016, Oídos sordos, Editorial Planeta, (ISBN 978-956-360-080-3)
- 2017, Educar para sentir, sentir para educar, Editorial Planeta, (ISBN 978-956-360-389-7)
- 2019, La libertad de ser quien soy, Editorial Planeta, (ISBN 978-956-360-575-4)
- 2020, Un segundo de coraje, Editorial Planeta

## Premios y reconocimientos
- 2006, Elegida entre las 100 mujeres líderes de Chile,[4] 2007,[5] 2010[4] y 2013.[6]
- 2007, Mujer del año  (diario El Observador )
- 2010, Premio Atrevidas  (Argentina).
- 2010, Mujer destacada por el portal Mundo Mujer
- 2010, Premio Alberto Hurtado
- 2010-2011, Mujer destacada por el apoyo permanente a la mujer chilena, otorgado por el hospital San Juan de Dios (Santiago de Chile)
- 2011, Embajadora de Mujeres con Pantalones.